# NEXSAR
NEXSAR는 대한민국의 LIG넥스원에서 개발한 합성개구레이다(SAR)이다. 글로벌 호크와 U-2 정찰기와 같은 30 cm 해상도를 가졌다. 한국형 중고도 무인기 개발사업에 사용될 계획이다. 1960년대부터 한국은 주한미군의 록히드 U-2 정찰기에 전적으로 북한 촬영정보를 의존해 왔으나, 앞으로는 국산으로 대체될 수 있게 되었다.